# Retinopatia da prematuridade
A retinopatia da prematuridade ou  fibroplasia retrolenticular é uma condição médica em que se verifica uma alteração no crescimento da retina.
A retinopatia da prematuridade (ROP) é uma enfermidade vasoproliferativa secundária à vascularização inadequada da retina imatura dos recém-nascidos prematuros (RN). É uma das principais causas de cegueira prevenível na infância, sendo responsável por 50.000 crianças cegas em todo o mundo. A proporção de cegueira causada por ROP é muito influenciada pelo nível de cuidado neonatal (disponibilidade de recursos humanos, equipamentos, acesso e qualidade de atendimento), assim como pela existência de programas eficazes de triagem e tratamento.
A condição ocorre em prematuros, em que se dá um crescimento dos vasos sanguíneos da retina, de maneira anormal, o que pode resultar na formação de cicatrizes e descolamento da retina. A doença pode ser leve e resolver-se espontaneamente, mas também pode levar à cegueira nos casos mais graves. Como tal, todos os bebês prematuros correm o risco de adquiri-la e o peso muito baixo ao nascer é um fator de risco adicional. 